# Hoppet (galeas)
Hoppet är en slättoppad "Ålandsriggad" skonare 
hemmahörande i Hapsal i Estland. Hon byggdes i furu 1925–1926 av Mathias Schönberg på stranden av Nuckö och registrerades i Spithamn. Den första resan gick till Stockholm med potatis.
Hoppet såldes till en skutredare i Vålax i Finland som seglade med styckegods längs den finska kusten. Hösten 1944 rekvirerades hon, och flera andra skutor, av ryssarna för transport av trupper och materiel till Ösel och Dagö för strider mot tyskarna. När Estland ockuperades av Sovjetunionen tvingades kustborna att såga sönder sina båtar, men Hoppet klarade sig då hon redan hade sålts till Finland. Hon är därför troligen den enda estlandssvenska skutan som finns kvar. År 1947 såldes hon till en handelsman i Hitis i Åboland och 1953 till skutskepparen Bergörs-Kalle, i Saltvik på Åland.
Hoppet togs ur fraktfart 1965 och såldes till Sverige som fritidsbåt. Hon restaurerades till bruksskick i dockan på Beckholmen i Stockholm mellan 1965 och 1982 och seglade i Östersjön till 1999. Renoveringen fortsatte i Lovisa i Finland och på Åland i regi av Rederi Ab Hoppet till 2012 då den färdigrenoverade skutan överfördes till den estländska träbåtsföreningen Vikan. 
Hoppet, som är privatägd sedan 2019, har hamnplats i Tallinns sjöflyghamn och seglar charterturer i den estniska skärgården på sommaren.
Hoppet k-märktes 2002, men  avregistrerades efter flytten.